# Сюрекция
Сюрекция е всяко изображение от множество A в множество B, при което всеки елемент на B е образ на поне един елемент от A. Не е задължително елементът да е уникален – функцията f може да нанесе един или повече елементи от A върху един и същ елемент от B.

## Определение
Сюрективната функция е функция, чието изображение се равнява на кообластта ѝ. По сходен начин, функцията f с област X и кообласт Y е сюрективна, ако за всеки y в Y съществува поне един x в X: {\displaystyle f(x)=y}. Сюрекциите понякога се обозначават с двувърха дясна стрелка, като например в f : X ↠ Y.
Символически изразено:
Ако {\displaystyle f\colon X\rightarrow Y}, тогава {\displaystyle f} е сюрективна, ако
{\displaystyle \forall y\in Y,\,\exists x\in X,\;\;f(x)=y}.